# Rokitunneln
Rokitunneln (georgiska: როკის გვირაბი, Rokis gvirabi; ossetiska: Ручъы тъунел, Rutjy tunel; ryska: Рокский туннель, Rokskij tunnel) är en bergstunnel längs den transkaukasiska vägen genom bergskedjan Stora Kaukasus, norr om byn övre Roka. Tunneln går mellan den autonoma republiken Sydossetien och Ryssland. Vid den norra delen av tunneln löper den ut vid staden Nizjny Zaramag i Nordossetien.
Tunneln byggdes av sovjetiska myndigheter år 1984. Den är en av en handfull rutter som passerar genom den norra delen av Kaukasus. Den ligger på en höjd av omkring 2 000 m ö.h. och är 3 730 meter lång. När tunneln löper ut i Roki är den belägen nära 3 000 meter över havet, vilket gör att den delen endast kan användas på sommaren. Andra rutter mellan Georgien och Ryssland är Kazbegi-Verchni Lars checkpointen vid den georgiska militärvägen, som är stängd sedan i juni år 2006.